# Perameles gunnii
O Bandicoot-Listrado-Oriental (Perameles gunnii), é uma espécie de marsupial da família Peramelidae, endêmica da Austrália.
Atualmente, a espécie está confinada a Tasmânia e à uma população remanescente no oeste de Victoria, próximo a Hamilton. Está extinta na Austrália do Sul.

## Subespécies
Robinson et al. (1993) investigaram a variação genética entre as populações da Tasmânia e de Victoria, e determinaram diferenças significativas entre as duas populações, ao menos a nível de subespécie. Entretanto, Groves (2005), indicou a espécie como monotípica. As duas populações estão separadas geograficamente por 200 km de extensão (estreito de Bass) e temporalmente por cerca de 10.000 anos.